# Souvigné (Indre e Loira)
Souvigné è un comune francese di 770 abitanti situato nel dipartimento dell'Indre e Loira nella regione del Centro-Valle della Loira.

## Società

### Evoluzione demografica
Abitanti censiti